# TCR Italy Touring Car Championship
El TCR Italy Touring Car Championship es un campeonato de automovilismo de homologación TCR fundado en 2016, organizado por el Automobile Club d'Italia. Es el sucesor directo del Campeonato Italiano de Turismos de Resistencia y sucesor espiritual del Campeonato Italiano de Superturismos nacido en 1987.

## Campeones
| Año     | Piloto           | Equipo                             | Automóvil                  |
| ------- | ---------------- | ---------------------------------- | -------------------------- |
| 2016    | Roberto Colciago | AGS Motorsport                     | Honda Civic TCR (FK2)      |
| 2017    | Nicola Baldan    | Pit Lane Competizioni              | SEAT León TCR              |
| 2018    | Salvatore Tavano | SEAT Motorsport Italia             | CUPRA León TCR             |
| 2019    | Salvatore Tavano | Scuderia del Girasole Cupra Racing | CUPRA León TCR             |
| 2020    | Salvatore Tavano | Scuderia del Girasole Cupra Racing | CUPRA León Competición TCR |
| 2021    | Antti Buri       | Target Competition                 | Hyundai Elantra N TCR      |
| 2022    | Niels Langeveld  | Target Competition                 | Hyundai Elantra N TCR      |
| 2023    | Franco Girolami  | Aikoa Racing                       | Audi RS 3 LMS TCR (2021)   |
| Fuente: |                  |                                    |                            |